# Ambasada Południowej Afryki w Polsce
Ambasada Południowej Afryki w Polsce (ang. South African Embassy in Poland) – południowoafrykańska placówka dyplomatyczna mieszcząca się w Warszawie w budynku biurowym Koszykowa 54 przy ul. Koszykowej 54.

## Historia stosunków
Stosunki dyplomatyczne nawiązano z tym krajem w 1991, w którym rząd Południowej Afryki w Warszawie powołał Biuro Interesów. W kolejnym roku zmieniono jego status na ambasadę.

## Siedziba
W latach 90. ambasada mieściła się przy ul. Belwederskiej 18 (1993), a od 2001 w biurowcu Koszykowa 54 przy ul. Koszykowej 54.